# Schpola
Schpola (ukrainisch und russisch Шпола) ist eine Stadt mit 17.200 Einwohnern (2025) im Zentrum der Ukraine. Sie liegt an der Schpolka (ukrainisch Шполка), einem 53 km langen Nebenfluss des Hnylyj Tikytsch in der Oblast Tscherkassy 69 Kilometer südwestlich der Oblasthauptstadt Tscherkassy. Bis Juli 2020 war sie das Verwaltungszentrum des gleichnamigen Rajons Schpola.

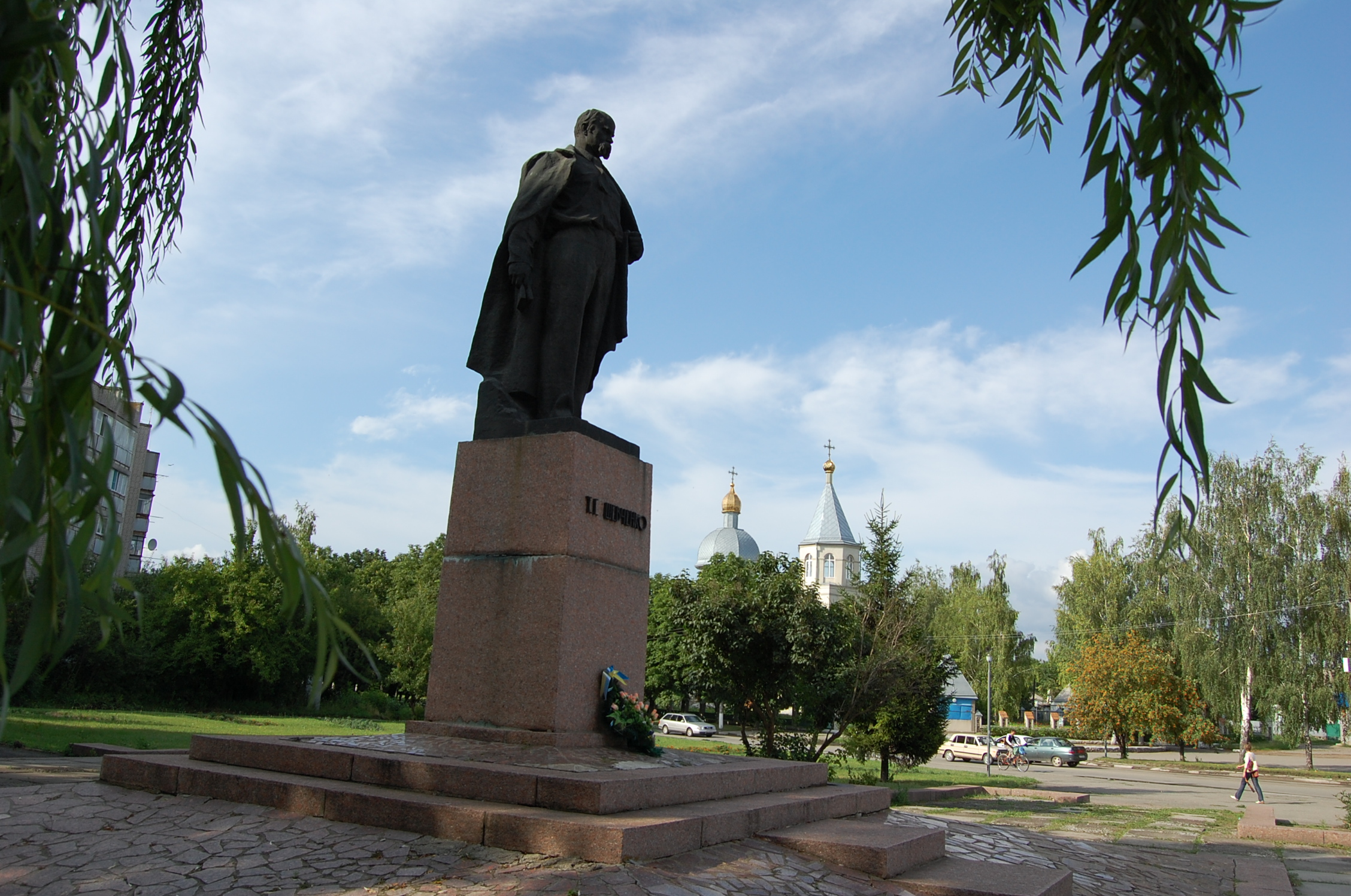
Taras-Schewtschenko-Denkmal in Schpola

Die Ortschaft ist der geographische Mittelpunkt der heutigen Ukraine. Sie wurde 1594 zum ersten Mal schriftlich erwähnt und erhielt 1938 den Stadtstatus zuerkannt. Die große jüdische Bevölkerungsmehrheit im Ort wurde während des Zweiten Weltkriegs fast vollständig vernichtet.

## Verwaltungsgliederung
Am 26. Januar 2017 wurde die Stadt zum Zentrum der neugegründeten Stadtgemeinde Schpola (ukrainisch Шполянська міська громада/Schpoljanska miska hromada), zu dieser zählten auch das Dorf Krymky, bis dahin bildete sie die gleichnamige Stadtratsgemeinde Schpola (Шполянська міська рада/Schpoljanska miska rada) im nördlichen Zentrum des Rajons Schpola.
Am 22. August 2017 kam noch das Dorf Skotarewe zum Gemeindegebiet, am 5. Oktober 2018 folgten noch die Dörfer Kapustyne und Lebedyn, am 19. Februar 2020 dann noch die Dörfer Burty, Nadtotschajiwka, Serdehiwka, Syhnajiwka, Tereschky sowie die Ansiedlung Chowkiwka.
Am 12. Juni 2020 kamen noch weitere 11 in der untenstehenden Tabelle aufgelistete Dörfer zum Gemeindegebiet.
Am 17. Juli 2020 kam es im Zuge einer großen Rajonsreform zum Anschluss des Rajonsgebietes an den Rajon Swenyhorodka.
Folgende Orte sind neben dem Hauptort Schpola Teil der Gemeinde:
| Name                     | Name         | Name                          |
| ukrainisch transkribiert | ukrainisch   | russisch                      |
| ------------------------ | ------------ | ----------------------------- |
| Burty                    | Бурти        | Бурты                         |
| Chowkiwka                | Ховківка     | Ховковка (Chowkowka)          |
| Heorhijiwka              | Георгіївка   | Георгиевка (Georgijewka)      |
| Iskrene                  | Іскрене      | Искренное (Iskrennoje)        |
| Kamjanuwatka             | Кам’януватка | Каменоватка (Kamenowatka)     |
| Kapustyne                | Капустине    | Капустино (Kapustino)         |
| Krymky                   | Кримки       | Крымки (Krymki)               |
| Lebedyn                  | Лебедин      | Лебедин (Lebedin)             |
| Losuwatka                | Лозуватка    | Лозоватка (Losowatka)         |
| Marjaniwka               | Мар’янівка   | Марьяновка (Marjanowka)       |
| Nadtotschajiwka          | Надточаївка  | Надточаевка (Nadtotschajewka) |
| Schurawka                | Журавка      | Журавка                       |
| Serdehiwka               | Сердегівка   | Сердеговка (Serdegowka)       |
| Skotarewe                | Скотареве    | Скотарево (Skotarewo)         |
| Soboliwka                | Соболівка    | Соболевка (Sobolewka)         |
| Syhnajiwka               | Сигнаївка    | Сигнаевка (Signajewka)        |
| Tereschky                | Терешки      | Терешки (Tereschki)           |
| Topylna                  | Топильна     | Топильна (Topilna)            |
| Towmatsch                | Товмач       | Товмач                        |
| Wassylkiw                | Васильків    | Васильков (Wassilkow)         |
| Wodjane                  | Водяне       | Водяное (Wodjanoje)           |

## Persönlichkeiten
- Iwan Kulik (1897–1937), ukrainisch-sowjetischer Schriftsteller, Literaturkritiker und Parteifunktionär
- Itzik Feffer (1900–1952), jiddischer Dichter
- Oleksij Kolomijtschenko (1898–1974), HNO-Arzt und Hochschullehrer
- Ihor Rossochowatskyj (1929–2015), ukrainischer Science-Fiction-Autor
- David Janowitsch Tscherkassky (1932–2018), sowjetisch-ukrainischer Animator, Regisseur und Drehbuchautor
- Olexander Tkatschenko (1939–2024), ukrainischer Politiker